# SK Hynix
SK Hynix Inc. er en sydkoreansk producent af hukommelses-chips, hvilket omfatter DRAM og flash-hukommelse. Hynix er verdens næststørste producent af hukommelses-chips og verdens tredjestørste halvledervirksomhed. Virksomheden blev oprindeligt etableret som Hyundai Electronic Industrial Co., Ltd. i 1983. I 2012 blev Hynix opkøbt af SK Group.